# Riacheros

Los riacheros del Guadalquivir son pescadores españoles de las localidades andaluzas de Trebujena, Lebrija , Coria del Río y de la Isla Mayor, que practican la pesca fluvial tradicional en el Bajo Guadalquivir. Se dedican principalmente a la pesca de la angula y del camarón, así como a otras especies, realizando sus capturas en pequeñas embarcaciones. En Trebujena existe la Sociedad Cooperativa Andaluza Solidaridad de Riacheros, que los agrupa. La prohibición de captura de la angula como consecuencia de su progresiva extinción, está poniendo en peligro la continuidad de este oficio tradicional.